# Caperonia latifolia
Caperonia latifolia är en törelväxtart som beskrevs av Ferdinand Albin Pax. Caperonia latifolia ingår i släktet Caperonia och familjen törelväxter. Inga underarter finns listade i Catalogue of Life.